# Pałac w Raszowej Małej
Pałac w Raszowej Małej – wybudowany pod koniec XIX w. w Raszowej Małej.

## Położenie
Pałac położony jest we wsi  w Polsce w województwie dolnośląskim, w powiecie lubińskim, w gminie Lubin.

## Historia
Obiekt jest częścią zespołu pałacowego, w skład którego wchodzą jeszcze: park,  dom mieszkalny (nr 1), budynek gospodarczy (nr 1).